# Колонка Виноградського
Колонка Виноградського – метод сумісного культивування різних мікроорганізмів водної екосистеми, розроблений у 1880-х роках видатним мікробіологом українського походження Сергієм Миколайовичем Виноградським.

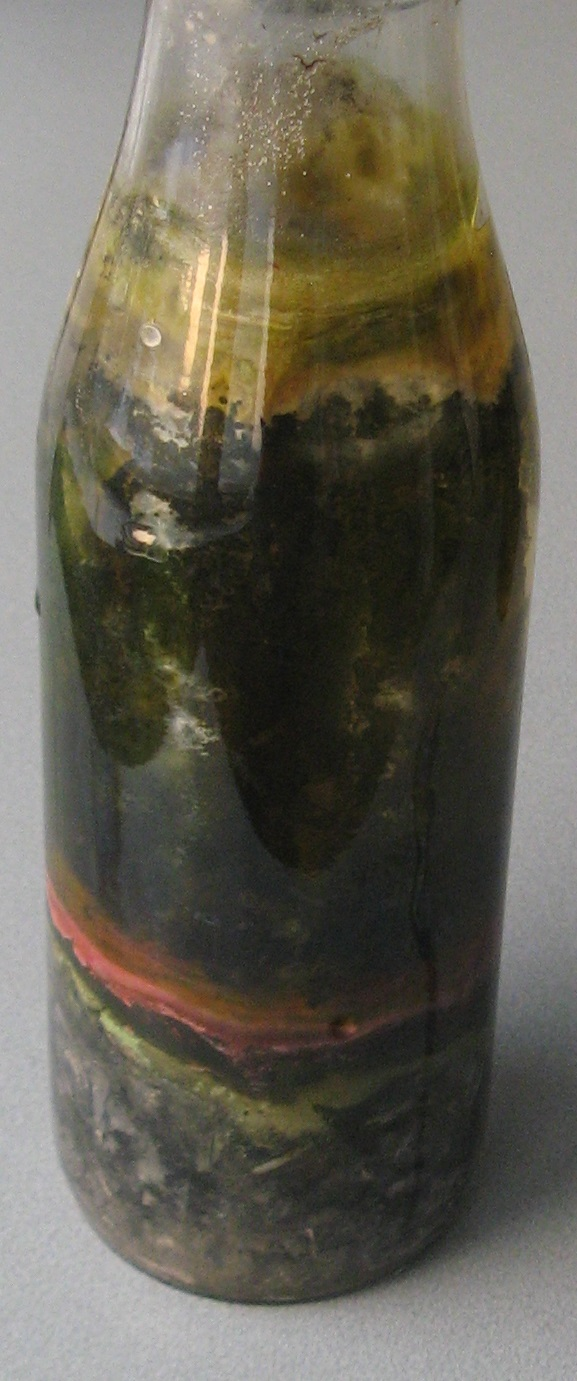
Колонка Виноградського

## Постановка колонки
При постановці колонки Виноградського використовують високий скляний циліндр, на дно якого вносять мул з водойми, сульфат кальцію, карбонат кальцію та джерело целюлози (нарізаний папір, рослинні залишки тощо). У випадку відбору проб з солоної водойми додають відповідну кількість хлориду натрію. Далі циліндр доверху заповнюють водою (добре відстояною водопровідною або відфільтрованою водою з досліджуваної водойми), закривають ковпачком з фольги та ставлять на світло. Отриману таким чином колонку витримують упродовж 2–3 місяців за кімнатної температури в умовах природного освітлення.

## Різноманітність мікроорганізмів
Важливою закономірністю, яку можна виявити у колонці Виноградського, є поява вертикального градієнту окисно-відновних умов (від анаеробних в нижній частині до аеробних у верхній), градієнту концентрації сірководню та створення численних екологічних ніш для різноманітних груп бактерій.
В типовому випадку в перші дні після постановки колонки у товщі мулу починається анаеробне розщеплення органічної речовини, що каталізується групою мікроорганізмів-гідролітиків та первинних анаеробів (бродильщиків – Clostridium). Продукти бродіння (Н2, органічні кислоти, зокрема ацетат; спирти) використовуються вторинними анаеробами, в тому числі сульфатредукуючими бактеріями (Desulfovibrio). Продукти метаболізму останніх (сульфід та СО2) дифундують у середовище та слугують субстратами для росту фототрофних аноксигенних (пурпурових – Chromatium та зелених – Chlorobium) та хемолітотрофних (тіонових – Thiobacillus, безбарвних сірчаних – Beggiatoa) бактерій. Аноксигенні фототрофні бактерії (Rhodospirillum) розвиваються в анаеробній зоні осаду та води, утворюючи шари та плями на оберненій до світла стороні циліндра. У верхній частині колонки з’являються ціанобактерії та водорості, що виділяють на світлі О2. Тіонові та нитчасті безбарвні сірчані бактерії можуть розвиватися в умовах одночасної присутності Н2S, що дифундує знизу, та О2, що поступає зверху колонки.
У різні періоди часу та в різних зонах колонки створюються умови для розвитку інших численних груп мікроорганізмів, що входять до складу екосистеми водойми. Повнота їх виявлення залежить від ретельності спостережень та часу інкубації.
Колонка Виноградського імітує явища, що відбуваються у природній водоймі, багато параметрів у ній є неконтрольованими, незалежними від дослідника. Разом з тим, змінюючи деякі умови (кількість доданого мулу, природу доданої органічної речовини, температуру інкубації, освітленість, спектральний склад світла тощо), можна домогтися переважного розвитку певних груп мікроорганізмів.

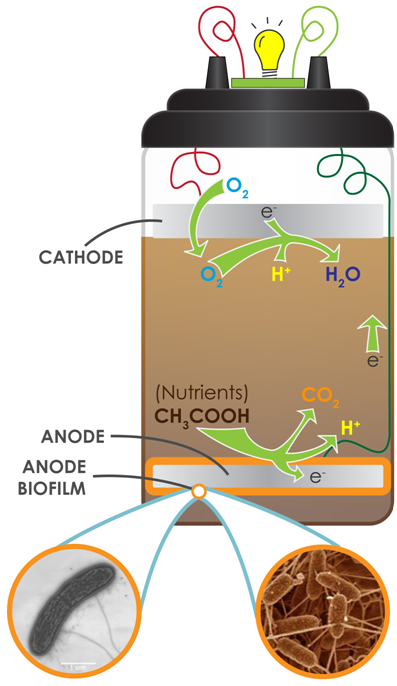
SoilMFC

## Колонка Виноградського як мікробний паливний елемент
Окислення органічної речовини до СО2 бактеріями в анаеробній зоні осаду створює надлишок реактивних електронів на дні колонки. Деякі з цих електронів залишаються на дні, а інші використовуються бактеріями для відновлення Fe3+ до Fe2+. Відновлене залізо може бути знову окислене до Fe3+ у верхній аеробній зоні колонки. Наявність кисню на поверхні колонки спричинює дефіцит електронів. Різниця між концентраціями електронів на поверхні та на дні колонки створює електричний потенціал (напругу). Електричний потенціал можна виміряти за допомогою електродів, занурених на дно колонки (анод) та на поверхню осаду (катод). Напруга, що генерується, може змінюватись з часом. Наприклад, колонка Виноградського об’ємом 20 л може генерувати 0,3–0,5 В постійної напруги упродовж трьох років без додавання поживних речовин для мікроорганізмів.